# Associazione Calcio Asti T.S.C. 1982-1983
Questa voce raccoglie le informazioni riguardanti l'Associazione Calcio Asti T.S.C. nelle competizioni ufficiali della stagione 1982-1983.

## Rosa
| N. |                   | Ruolo | Calciatore           |
| -- | ----------------- | ----- | -------------------- |
|    | Italia (bandiera) | C     | Gianfranco Bellacomo |
|    | Italia (bandiera) | A     | Ezio Bertuzzo        |
|    | Italia (bandiera) | P     | Roberto Bocchino     |
|    | Italia (bandiera) |       | Cadamuro             |
|    | Italia (bandiera) | C     | Lorenzo Cascella     |
|    | Italia (bandiera) |       | Ciulli               |
|    | Italia (bandiera) | C     | Marcello Crispoltoni |
|    | Italia (bandiera) | A     | Vincenzo D'Agostino  |
|    | Italia (bandiera) |       | Di Meo               |
|    | Italia (bandiera) | C     | Piergiorgio Ferri    |
|    | Italia (bandiera) | D     | Walter Franchini     |
|    | Italia (bandiera) | A     | Gianni Frara         |

| N. |                   | Ruolo | Calciatore         |
| -- | ----------------- | ----- | ------------------ |
|    | Italia (bandiera) | D     | Gianluigi Maggioni |
|    | Italia (bandiera) | C     | Domenico Marchese  |
|    | Italia (bandiera) | D     | Franco Moretti     |
|    | Italia (bandiera) | C     | Paolo Morcia       |
|    | Italia (bandiera) | C     | Fabrizio Piazza    |
|    | Italia (bandiera) | P     | Iliano Riccarand   |
|    | Italia (bandiera) | C     | Daniele Rispoli    |
|    | Italia (bandiera) | C     | Nello Scarpa       |
|    | Italia (bandiera) | D     | Roberto Spollon    |
|    | Italia (bandiera) | D     | Udalrico Tretter   |
|    | Italia (bandiera) | C     | Tiziano Zorzetto   |